# آلکسان نالباندیان
آلکسان نالباندیان (ارمنی: Ալեքսան Նալբանդյան؛ زادهٔ ۱۸ آوریل ۱۹۷۱ در ایروان) بوکسور اهل ارمنستان-روسیه است. . وی در رشته بوکس در بازی‌های المپیک تابستانی ۲۰۰۴ به رقابت پرداخت.